# がんばれゴエモン〜ゆき姫救出絵巻〜
『がんばれゴエモン ゆき姫救出絵巻』（がんばれゴエモン ゆきひめきゅうしゅつえまき、英題：The Legend of the Mystical Ninja）は、コナミが開発し1991年7月19日に発売されたスーパーファミコン用ゲームソフト。スーパーファミコン版の『がんばれゴエモン』シリーズ第1弾。

## 概要
アクションゲーム系列のシリーズ作品としては、ファミリーコンピュータ（FC）版『がんばれゴエモン2』（1989年）より2年ぶりの新作となる。
FC版の本編シリーズのシステムを踏襲しつつ、ハードにあわせた様々な変更点・追加要素が施された他、外伝RPGシリーズからみられるようになった、和風情緒溢れる舞台に近代文明的要素をプラスした独特な世界設定が踏襲され、後のシリーズの作風の原典となった。

## システム

### 構成
本作はFC版で発表されたアクション系列の作品のシステムを踏襲しているが、いくつかの変更点や追加点が存在する。
主な変更・追加点
- ステージクリア条件が「ステージボスを倒す」となり、クリアのために「通行手形」を3枚揃える必要が無くなった[注釈 1]。
- 上記の変更に伴い、前2作でクリアのためにほぼ必須であった3D迷路ゲームがミニゲームのひとつに変更され、必ず挑む必要が無くなった。
  - アイテムを手に入れなければ参照できなかった地図が常時参照できるようになり、難易度も下がっている(迷路内のアイテム「地図」を入手すると通路の通過状況に関わらず全ての通路が参照できる)。また、任意に退場が可能となった他、中にあるアイテムは入るたびに復活する
- ジャンプ力・移動スピードを上げる「わらじ」の入手方法がよろず屋での購入のみになった。
- 敵を倒した際のお金の入手経路が「敵を倒した時点で加算」から「敵が落とす小判の取得による加算」に変更された。
- 武器パワーアップの一形態であった飛び道具が独立した武器となり、お金を消費して放つようになった（後のサブウェポン）。
- ステージ間に幕間ムービーが追加され、よりコミカルになった。
- 横スクロールアクションステージが追加された。

マップは9つのステージで構成され、所持金や巻物を揃えて装備を買い整えてゆく俯瞰視点画面の「町エリア」、ボスを目指して敵を倒してゆく横スクロール画面の「拠点エリア」、各ステージのボスと戦う「ボスエリア」が配置されている。

### プレイヤー
キャラクター共通の初期数値は体力は8、残機数の初期値は2。体力は「金の招き猫」の入手で最大16まで、残機数は迷路屋の景品の「大入袋」を入手するか、よろず屋の「1あっぷ」の購入で増加できる（表示数は4機まで）。体力に関しては次のステージへの持ち越しはできない。
ライフが0になる、穴に落ちる、制限時間切れのいずれかで残りプレイヤーが1減り、残機数が0になるとゲームオーバーとなる。町エリアでのミス時はその場で復活し、拠点エリア及びボスエリアでのミス時はでスタート地点にある「たぬきくん」からの再開となる。中間地点に存在するアイテム「これぞうくん」取得時に限りコンティニュー画面に移行し、「たぬきくん」からの再開か「これぞうくん」からの再開かを任意で選択する。また、「これぞうくん」はステージの長さに応じて複数個用意されており、コンティニュー時に再開位置を任意で選べるようになっている。例外として2P同時プレイ時に限りその場で復活する。
ゲームオーバー時にコンティニューを選択した場合、旅日記を付けていた場合に限りコンティニュー項目に「たびにっきを　つけたところから」が追加され、パスワードをつけた地点からそのままやり直せる。つけていなかった場合は「まえのたびの　おわりから」となり、すべてのパワーアップ・所持金・アイテムが初期化された状態で、ゲームオーバーになったステージの冒頭からやり直しとなる。
武器のレベルは「招き猫」の入手で1段階ずつ変化し、最大で2段階まで強化される。ダメージを受けると1段階減る。最大までパワーアップしている時に招き猫を入手すると10両が加算される。共通サブウェポンとして「かんしゃく玉（爆弾・最大30発まで）」があり、店舗での購入もしくは迷路屋での入手によって使えるようになる。

## アイテム
わらじ
よろず屋で購入可能。最初から1足所持している。町シーンでの移動速度とジャンプの飛距離が2段階まで上がる。ダメージを受けると一つ失い、1足が最低。
ハンバーガー、おにぎり、梅おにぎり
ライフメーターがゼロになったとき、自動で消費して回復する。回復量はハンバーガーが最低で梅おにぎりが最高。よろず屋で購入可能だが、ハンバーガーのみハンバーガーショップでしか買えない。
みの、鎖かたびら、よろい
よろず屋で購入可能。ダメージを防ぐ。みのは1回、鎖かたびらは3回。よろいは5回。
笠、鉄カブト、金のカブト
よろず屋で購入可能。敵の飛び道具を防ぐ。笠は1回。鉄カブトは3回。金のカブトは5回。
かんしゃく玉
よろず屋で購入可能。飛び道具として使用する。消耗品なので使う度に減るが、サブウェポンと違って所持金は減らない。店では3個のものと5個のものが買える。
通行手形
ステージ6のよろず屋で購入可能。関所を通過する際に必要。旧作と違って三つ揃える必要はない。
辞書
ステージ8のよろず屋で購入可能。異国の言葉を理解するために必要で、これが無いと外国人と会話できない。
巻物
敵を倒すと落とすことがある。術の発動に十個必要。
まねき猫
敵を倒すと落とすことがある。通常攻撃が一段階強化されるが、ダメージを受けると一段階下がる。
黄金まねき猫
特定の壺から入手可能。ライフゲージの最大値が増え、全回復する。しかしステージをクリアすると初期値に戻る。
ハート
ステージの途中で出現することがある。ライフゲージが全回復する。
1UPパネル
よろず屋で購入可能。残機が一つ増える。ゴエモンとエビス丸の顔が描かれたものがそれぞれ存在するがどちらを買っても効果は同じ。
大入り袋
秘密の迷路でのみ入手可能。1UPパネルと同様、残機が一つ増える。
砂時計
ステージ3のよろず屋で購入可能。残り時間を増やせる。

## 店、施設
旅の日記屋
旅日記を付けられる。詳細は後述。
よろず屋
アイテムショップ。おにぎりやわらじを買える。同じ品物を2個以上買うと3個目から値上げされる。
うまいもん屋
めし屋。地域に応じた料理を食べてライフを回復する。高い料理ほど回復量も高いが、値上げはよろず屋同様。
秘密の迷路
一人称視点の3D迷路。内部にはアイテムが存在し、ゴールから出れば手に入れたアイテムが全て貰える。しかしギブアップしたり入口から出ると何も貰えない。キャラ毎に入口が異なり、ゴエモンは赤、エビス丸は青の扉が入口。出口はもう一方の扉となる。
大入り袋が唯一入手可能なプレイスポットであり、残機が6以上の場合は入れなくなる。
アルバイト屋
｢もぐら退治｣｢ペンキぬり｣｢おにたいじ｣のアルバイトに挑戦可能。挑戦には紹介料が必要で、ミニゲームの結果次第では逆に損をする。高いアルバイトほど見返りも大きい。
もぐら退治
コントローラーのボタン（十時キー、A、B、X、Y）に対応した8つの穴から出てくるモグラを退治する、要するにモグラ叩き。「はやい」コースの方が報酬が多い。
ペンキぬり
塗った面積に応じて給料が貰える。『ブロッケード』のような陣取りゲームで、壁や障害物に当たったり、重ね塗りをすると失敗となる。
鬼退治
鬼の頭に玉を当てる。照準のカーソルは鬼の頭上を左右に高速で動き、ボタンを押した長さで玉の飛距離が変わるため、位置と飛距離を上手く合わせないと全く当たらない。
占い屋
料金を払って運勢を占ってもらえる。町娘が5人現れる「よいこと」、敵が5人現れる「わるいこと」、何も起きない、の三種類の結果がランダムで出る。
温泉
温泉に入って疲れを癒す。男湯か女湯が選択可能で、ゴエモンは男湯、エビス丸は女湯に入らないと回復しない。
道場
料金を払って修行を行い、術を会得する。修行でライフが減るため、十分なライフが無ければ受けられない。
宿屋
宿泊してライフを回復する。部屋は「松」「竹」「梅」の三種類で、高く豪華な部屋ほど多く回復する。
宝くじ屋
宝くじを買う。組とセットを選んで抽選を行い、当たれば賞金が得られる。連番かばら売りを選択可能。
ゲームセンター
大画面でゲームがプレイ可能。遊べるゲームはかべくずし、グラディウス（1ステージのみ）、ホッケー（2人プレイ専用）で、店舗によって異なる。案内人はコナミレディ。
見世物小屋
2箇所存在し、それぞれエビス丸の芸とさゆりちゃんSHOW（ストリップ）を見せてもらえる。
なぞなぞ小屋
ステージ3のみ登場。早押しクイズに挑戦する。正解で1ポイント加点、不正解で1ポイント減点。持ち点が0の時に不正解すると1回休み。3ポイント獲得すると賞金が貰える。
ハンバーガーショップ
ステージ3のみ登場。ハンバーガーを食べて回復する。もしくは持ち帰りでハンバーガーを購入する。うまいもん屋と違って値上がりしない。
賭博屋
サイコロの目の大小を賭ける。勝てば賭け金が倍になって戻ってくる。
絵あわせ
CPUと交互に神経衰弱を行う。2回ミスするか全ての絵をめくると終了で、結果に応じた賞金が出る。絵の配置は完全ランダムではなくパターンが存在する。
競馬
馬券を買い、勝ち馬を当てると配当金が出る。
大江戸ツーリスト（旅行代理店）
ステージ1クリア時のみ利用。四国への三種類の旅行プランを紹介してくれる。選んだプランに応じてライフが回復し、ステージクリアデモが変化する。

## 旅日記（セーブ）
本作のセーブはパスワード方式で、計31文字のひらがなで成り立つ（2人プレイ時は文字数は若干増える）。また、旅日記をつけた際の情報は一時的にバックアップされており、リセットボタンを押すかゲームオーバーになった際に「つづきからあそぶ」の項目より「たびにっきを　つけたところから」を選択すると、保存済みのパスワードで再開するか否かをたずねられ、「そのまま続ける」を選ぶと直前のデータで継続プレイできる。一時バックアップされた旅日記の情報は、電源を切るか、新しく旅日記をつけ直すことで消滅する。
これによりゲーム終了時以外のタイミングでメモを取る手間を省けるように配慮されているが、この点についてはゲームの説明書およびバーチャルコンソールのゲーム解説でも未記載である。
また、ゲームオーバー時に「たびを　おわる」を選んだ場合、6文字の簡易パスワード（「たびの　おわりのことば」）が表示されこれを使うと「まえのたびの　おわりから」の扱いとなる。
注意点として、本ソフトの初期版と後期版（カセット裏に記載されている6桁の数値で判別できる）でパスワードの互換性が無いため、買い直した場合は以前に記録したパスワードが使えないことがある。

## 2人プレイ
FC版『がんばれゴエモン2』に引き続いて2人同時プレイが可能。「ふたりであそぶ」を選択するか、1Pプレイ中に2プレイヤー側のAボタンを押して途中参加することで二人で遊べるようになる。どちらか一方がゲームオーバーになっても、残ったプレイヤーの残数が2以上であればそれを使って復活できるが、その時点までに習得した術を除いて所持金やアイテムは全て無くなる。また、『2』では武器およびアイテムのパワーアップ効果が双方で共有となっていたが、本作では各自独立しており、ダメージを受けてももう片方のプレイヤーに影響することはない。
拠点エリア、ボスエリアでは、たぬきくんの場面で1人で進むか2人で進むかを選択できる。1人を選択した場合、片方のプレイヤーは待機状態となり、Aボタンによる途中参加で復帰が可能。また、上記2つのエリア限定で、伏せた一方に残りの一方がジャンプして重なると、攻撃と移動を分担できる「おんぶ」状態となる。
なお、2プレイヤー側のコントローラーでタイトル画面の「ひとりであそぶ」を選択すると、エビス丸での1人プレイが可能。

## 術
本作では拠点エリア、ボスエリアでのみ使用できる「術」があり、各キャラクターに4つずつ、合計8つの術がある。使用するには「道場」の利用によって術を修得する必要があり、巻物10本で1回分使える。巻物は術10回分までストック可能。ただし、術は次のステージへの持ち越しはできない。術の習得には所定の修行料の他、ライフが一定値必要になるため、お金が足りてもライフが足りないと修行を受けることはできない。また、どの術を習得できるかはステージ毎に決まっている。
術の使用中はアイテム表示欄に赤いゲージが表示されており、時間経過と共に減少していく。術のゲージが0になる、または発動中に任意でXボタンを押すと術が解除される。
お助けキャラの術
お助けキャラに乗って移動する。この術のみダメージ制となっており、ダメージ地形や敵との接触に対して無敵になる代わりに術ゲージにダメージ分の消費を伴う。倒せる敵は、前方と下方のみ。
一撃必殺の術
画面上の全ての敵にダメージを与える。
空中飛行の術
一定時間空中を飛行する。ダメージを受けると強制的に解除される。
無敵変化の術
一定時間無敵になり、敵に体当たりをして倒せるようになる。また、敵に与えるダメージも倍になる。

## ストーリー
はぐれ町に住む天下の義賊・ゴエモンは、すっかり顔なじみとなった相棒のエビス丸からほろほろ寺の女幽霊が悪事を働いていると聞かされる。「幽霊の分際で人間様を痛い目に遭わせるとはふてえ野郎だ」と怒ったゴエモンは女幽霊を退治すべく、さっそくキセルを片手に町を飛び出した。しかし女幽霊の正体は忍者猫のクロベエであり、大江戸の一大事に立ち向かえる腕の立つ強者を探していたのだった。大江戸の一大事と聞いては黙っていられず、二人はクロベエの言葉に従って四国に向かい、ひょっとこ隊を倒して忍者猫の親分である小判猫を救出する。小判猫から大江戸の殿様の一人娘であるゆき姫が神隠しに遭ったことを知らされ、二人はゆき姫救出の旅に出た。
大和でのおたふく隊との戦い、くノ一のヤエとの出会い、伊賀の物知り爺さんに知恵を借りるなどで旅を続けた二人は竜神池の白鏡にゆき姫が琉球王国にいることを告げられる。琉球でははんにゃ一族が王城を改造していたが、二人は一族を蹴散らしてゆき姫を救出する。しかし黒幕のはんにゃ大将軍が殿様に化けて再びゆき姫を捕らえ、二人を地下牢に落としてしまった。ヤエに助けられた二人は琉球城を改造した空飛ぶ城に乗り込み、はんにゃ大将軍を追い詰める。妖術の源だったキツネのゴンタもはんにゃ大将軍を見限って去っていき、ゴエモンとエビス丸は後ろ盾を失ったはんにゃ大将軍を懲らしめ、ゆき姫を無事に大江戸城に送り届けるのだった。

## ステージ構成
すてえじ一『謎のおんな幽霊』（江戸）
江戸の城下にあるはぐれ町よりスタートとなる。町エリアでは役人、浪人、商人、スリなどの町民を主としたオーソドックスな敵が登場するが、ほろほろ寺方面のエリアに入ると敵が妖怪やおばけに変化し、拠点エリアをクリアするまで一部を除く施設が利用できなくなる。
拠点エリアはほろほろ寺の境内。火の玉やからかさお化けなどが登場し、中間地点の墓石の中には地下通路の入口が隠されている。
他のステージとは違い、ボスを倒した後（この際、制限時間が100秒増加する）に町外れにある大江戸ツーリストで四国行きのツアーを購入することでステージクリアとなる。このステージのみ、選んだツアーのコースによって幕間ムービーが異なる。
ボス：女幽霊
すてえじ二『こばん猫を探せ』（讃岐、伊予、土佐）
隠密集団「忍者猫」の頭領コバンネコが住む四国の町。ところ構わず牙を剥く土佐犬や徳利を投げてくる酔っ払い、悪事を働くひょっとこ隊などがうろついている。伊予には道後温泉、土佐には坂本龍馬の像がある。
ここでは拠点エリアが存在せず、エリアの外れにある広場で盆踊りをしているひょっとこを全て倒してからやぐらの中に入るとそのままボス戦になる。
ボス：提灯魔人
すてえじ三『からくり遊園地』（阿波、淡路）
大鳴門橋を越えた淡路島にある遊園地。橋の下には鳴門の渦潮が巻いており、橋から園内にかけて多数のおたふく隊員が徘徊している。作中登場するミニゲームが一堂に集まる唯一のエリア（厳密には一部のみで、このエリア限定のミニゲームも多い）。よろず屋には制限時間を延長するアイテムが売られており、気が済むまで遊べるようになっている。
拠点エリアは存在せず、エリア出口より先にある明石海峡大橋を超えるとステージクリアになる。ボスはいるが無視して進める。
ボス：明石の大だこ
すてえじ四『打倒おたふく隊』（播磨、摂津、河内、大和）
人攫いを働くおたふく隊の本拠地がある地域。ぶつかるとおにぎりやハンバーガーを盗まれるからくりロボットこて丸や、攻撃すると所持金が10両減ってしまう鹿が出現する。
拠点エリアはおたふく隊総本山。スイッチを踏むことで回転して変化するマップ、踏むとスロットが始まり結果に応じて様々なものが振ってくるなどの仕掛けが存在する。
ボス：双子力士「若乃福＆貴乃福」、おたふく仮面
すてえじ五『侵入！忍者屋敷』（伊賀）
町エリアの施設は賭博屋と宿屋を除き崖の洞窟の中に存在する。崖からの落石やイノシシが飛び出してくる洞窟もあるほか、拠点エリアへの入口付近では葉隠れ忍者が爆弾を投げつけてくる。
拠点エリアはからくり忍者屋敷。からくり忍者が多数襲い来る他、アメリカンクラッカー状の足場を飛び移るアスレチック要素が用意されている。
ボス：からくり忍者サスケ
すてえじ六『恐怖天狗山の怪』（山城）
町エリアには娯楽施設が多い。拠点エリアに入るためには特定のアイテムが必要となる。このステージの見世物小屋ではストリップショーが行われる。
拠点エリアは天狗山。滝の裏から出入りする足場などの仕掛けがある。また、中ボスの天狗が2人出現する（進行ルート次第で回避可能）。
ボス：つづら助六
すてえじ七『伝説の白鏡』（出雲）
町エリアは左右無限ループであり、爆弾を落としてくるカラスが飛んでいる。
拠点エリアは竜神池。足場の点在する水上を渡っていくことになり、小舟の乗り継ぎ、上に乗って回転させることで前進する大きな輪、乗ると重みで沈む足場などの不安定な足場が連続する。また、水上に落ちると即死しない代わりに徐々に深みにはまっていき、すぐ脱出しないとダメージを受けてしまう。
このステージのみ町エリアと拠点エリアのBGMは同じ曲が使われている。
ボス：白龍
すてえじ八『ゆき姫を救え！』（琉球）
はんにゃ大将軍に支配された南国の島国。はんにゃ一族の配下である大工はんにゃが町エリアをうろついており、手当たり次第ハンマーを投げて攻撃してくる。
町の住人は一部を除き異人であり、特定のアイテムがないと会話ができず、拠点エリアに進むこともできない。
拠点エリアは改造された琉球城。全エリア中、最も長く、アスレチック要素も多く取り込まれている。
ステージ6と同じく中ボスが存在する。
中ボス：落とし達磨
ボス：やじろべえ達磨
すてえじ九『ゆき姫救出絵巻』（江戸）
本作の最終ステージ。ステージ1と同じく江戸が舞台となる。
町エリアは地下牢でありながらひと通りの施設はそろっているが、お金を稼げる施設は存在しないため、敵を倒す以外にお金を稼ぐ手段がない。牢屋を抜けるにはエリアのどこかに閉じ込められている殿様を探さなくてはならない。
このステージのみの敵である足軽兵は火縄銃を持っており、町エリアでのみ三方向に拡散しマップの縦の領域を広く占拠する3WAY弾を撃ってくる。町エリアのBGMは『がんばれゴエモン!からくり道中』の町ステージのBGMのアレンジ。
拠点エリアは江戸の町の中が舞台となるが、特に目立った仕掛けはなく、家屋の屋根をジャンプで上り下りしながら進んでいく平坦な構成となっている。反面、敵として登場する役人が強化されており、移動スピードが第1ステージよりも上昇している上、俊敏な動きで屋根を上り下りしてくる。
ボスエリアは琉球城の一部が改造によって飛行したもので、入るとステージ2、4（おたふく仮面のみ）のボスと連戦の上、最終ボスとの一騎討ちとなる。
ボス：はんにゃ大将軍

## キャラクター

### 主要キャラクター
ゴエモン
1Pキャラクター。主人公。「はぐれ町」に住む天下の義賊。エビス丸の話を聞き、「ほろほろ寺」に現れた幽霊退治に出かけたところ、江戸の平和を揺るがす一大事に巻き込まれていく。
武器：キセル
キセル→黄金キセル→ヨーヨーの順にレベルアップする。
サブウェポン
小判（4両消費）
術
お助けの術
とら丸の術[寅]
一撃必殺の術
怒りの一撃の術[怒]
空中飛行の術
シーパーマントの術[飛]
無敵変化の術
しし丸の術[変]
エビス丸
2Pキャラクター。正義の忍者を自称するゴエモンの相棒。「ほろほろ寺」に現れた幽霊の話を持ちかけ、ゴエモンと行動を共にする。
武器：笛
笛→黄金笛→ピロピロ笛の順にレベルアップする。
ピロピロ笛はゴエモンのヨーヨーと異なり攻撃範囲が先端から根本までと大きく、戻ってくる速度も少しだけ速い。
サブウェポン
手裏剣（4両消費）
術
お助けの術
べこ丸の術[牛]
一撃必殺の術
桜の舞いの術[舞]
空中飛行の術
パタパタの術[飛]
無敵変化の術
ヒロインの術[変]

### サブキャラクター
おみつ
ステージ1に登場。はぐれ町のアイドル的存在で、ゴエモンの住む長屋の隣に住んでいる。
ゲーム本編では家を訪ねた時以外に出番は無いが、漫画版ではゴエモン達の旅に終盤まで同行している。
クロベエ
ほろほろ寺の女幽霊に化けていた黒猫。その正体は隠密集団「忍者猫」の一員。
神隠しに遭い行方不明になってしまったゆき姫を救出し得る腕っ節の強い人間を捜し求めてほろほろ寺で騒動を起こしており、ゴエモンたちの実力を見込んで四国へ行って欲しいと頼み込み、路銀となる100両を残して姿を消した。
小判猫（こばんねこ）
忍者猫の頭領。『がんばれゴエモン外伝 きえた黄金キセル』からのゲスト出演。
四国で行方不明になってしまったゆき姫の捜索を行っている時に、提灯魔人に敗れて捕まっていた。ゴエモン達によって救出された後、淡路にいるおたふく隊の情報を教えゆき姫救出の望みを託した。
「忍者猫の頭領」という設定は本作から追加されたもので、ゴエモン達と顔見知りかどうかは曖昧となっている。
ヤエ
日本の平和を影から守る隠密組織・秘密特捜忍者のくの一。『がんばれゴエモン外伝 きえた黄金キセル』からのゲスト出演。今作では青い髪をしている。
大和で偽金事件について調査を行っていた際におたふく隊に捕まり、おたふく仮面の中に閉じ込められていた。ゴエモン達に救出され、行方の知れないゆき姫を探し出す手掛かりとして、伊賀の物知りじいを訪ねるよう助言する。
後に、大江戸城の地下牢に捕らわれたゴエモンたちと再会して二人を救い出し、囚われた殿様とはんにゃ一族によって改造された空飛ぶ琉球城の情報を教えてくれる。
小判猫同様、彼女もゴエモン達と顔見知りかどうかはゲーム中では曖昧である。

物知りじい
伊賀のからくり忍者屋敷の主で、サスケを始めとするからくり忍者軍団の生みの親である天才発明家。
若いギャルに目が無いスケベ爺ではあるが、その名の通りもの知り。ゴエモン達に出雲の国の竜神池にある白鏡はなんでも映してくれることを教えてくれる。その際に新発明の「瞬間移動ミラクルファジーマシーン」という大砲で二人を送ろうとするが、名前通り「ファジー（曖昧）」な失敗作であったため、山城に墜落させてしまう。
白鏡
出雲の竜神池にて祀られている鏡の姿をした神で、ステージボスの白龍の主でもある。
白龍に討ち勝つ実力の持ち主であるゴエモンたちを認め、ゴエモンたちが探しているゆき姫が琉球にいることを教えてくれる。
琉球王（りゅうきゅうおう）
琉球を治める国王。般若一族によって国を乗っ取られてしまい、ゴエモンたちの実力を見込んで秘密の地下通路への入り口を教えてくれる。
外国人である為に基本言葉は通じないのだが、あるアイテムを入手すれば言葉が理解できる。
殿様
江戸を治める大江戸城の城主。ゴエモンたちが日本各地を回っている隙に城をはんにゃ一族に制圧されてしまい、地下牢に幽閉されている。
ゴエモンたちに見つけ出された後、外に通じる隠し通路の情報を教えてくれる。
ゆき姫
殿様の一人娘。はんにゃ大将軍の一派により神隠しに遭い、琉球に囚われている。
ゴンタ
はんにゃ大将軍のまたがる唐獅子に化けていたキツネ。ラストバトルの前哨戦で戦うこととなる。
強力な妖術の使い手。はんにゃ大将軍に目を付けられ、「ゆき姫と友達になれる」と唆されて利用されていた。最終的に騙されていた事実に気付き、はんにゃ大将軍を見捨てて何処かへと去っていった。

### ボスキャラクター
女幽霊（おんなゆうれい）
ステージ1のボス。皿回しの要領で霊気を投げつけてくる。霊体なので直接攻撃を当てることはできず、皿を跳ね返して攻撃しなければならない。
町エリアのほろほろ寺方面に入った後に占い屋に話しかけると戦い方のヒントを教えてもらえる。
提灯魔人（ちょうちんまじん）
ステージ2のボス。頭の上に提灯やぐらを構え、提灯の中に隠れたひょっとこ部隊と強烈なジャンプ攻撃のコンビネーションで襲ってくる。
後に最終ステージで復活し、再び戦いを挑んでくる。

明石の大ダコ（あかしのおおダコ）
ステージ3のボス。面最後の大橋の出口を防いでいる大ダコ。左右に動きながら次々と小ダコを吐いてくる。
実質的にはボス扱いではないため、素通りすることもできる。
双子力士「若乃福」（わかのふく）&「貴乃福」（たかのふく）→おたふく仮面
ステージ4のボス。おたふく顔の巨漢の力士。
両側から同時に登場し、光るボールをバウンドさせながら投げ合って攻撃してくるが、一人を倒すと画面内にボールを斜めに反射させ、二人を倒すとボールが画面から消えた後に霊魂が画面中央のおたふく面に憑依し、「おたふく仮面」となって再び襲いかかってくる。
ダメージを4回与えるごとに攻撃パターンが4段階まで変化していき、4段階目到達後はダメージが蓄積するごとに巨大化して最終的には画面を埋め尽くすほどになってしまう。提灯魔人同様、最終ステージにて復活し再び襲い掛かってくる。
からくり忍者「サスケ」（からくりにんじゃサスケ）
ステージ5のボス。伊賀忍者屋敷を護衛するからくり忍者軍団の首領。
忍者軍団を引き連れて登場し、これらを倒すと大凧の上での一騎討ちとなる。大凧の骨組みの上下左右を自在に駆け巡り、八方くない投げを繰り出してくる。
次回作以降はプレイヤブルキャラとしてレギュラー入りする。ちなみに大凧に書かれている言葉は「ぎゃるいのち」である。
つづら助六（つづらすけろく）
ステージ6のボス。出雲への山道にて窃盗行為を働いている盗賊。巨大なつづらを背負い、歌舞伎の演目の一つである『暫（しばらく）』に登場する主人公に似た格好をしている。
最初は空中でつづらに隠れて左右に浮遊しながら桜吹雪を降らせる広範囲攻撃を仕掛けてくる。つづらを破壊すると地上戦となり、飛び六方を踏みながら左右を移動して毒霧やカツラブーメランを使う。
次回作以降も因縁の敵として度々登場している。
白龍（はくりゅう）
ステージ7のボス。不思議な力を宿した鏡「白鏡様」（しろかがみさま）の守護者。
画面下から頭をもたげ、弾丸状の炎を次々と吐きかけてくる。
落とし達磨（おとしだるま）→やじろべえ達磨（やじろべえだるま）
ステージ8のボス。最初は中ボスとして登場し、だるま落としのように体を一つずつ分離させながら左右に移動しつつ体当たりを仕掛けてくる。
その後は大ボスして復活し、再び襲い掛かってくる。こちらでは体力ゲージが存在せず、攻撃を与えて限界まで傾かせることで倒せる。
はんにゃ大将軍（はんにゃだいしょうぐん）
本作のラストボス。はんにゃ一族の首領で、ゆき姫誘拐事件の首謀者。
唐獅子にまたがり複数の弓矢を放ちながら攻撃してくる。弓矢を攻撃で打ち返さないとダメージを与えられない。唐獅子の顔が弱点で、唐獅子の顔以外に攻撃を返しても弾かれてしまう。唐獅子が倒されると体を丸めて回転しながら縦横無尽に移動しつつ体当たり攻撃を仕掛けてくる。
実は乗り込み型の大型からくりロボで倒すと上半身が壊れ、中から大将軍自らが出てきて逃げていく。
正体は何の力もないただのオヤジであり、嘘をついて悪事に加担させていたゴンタに見捨てられ、雪姫の命をしつこく盾にするも結局成敗され、般若面の下の素顔を曝け出された末に御用となった。
漫画版でも同様の結末を辿っており、ゴンタに逃げられた後は般若面を取って許しを乞うも、容赦なく折檻を受けた。

## 用語
はんにゃ一族
はんにゃ大将軍を首領とする般若の面を被った謎の一族。日本の乗っ取りを目論んで活動し、日本の象徴と言える殿様の娘であるゆき姫を浚い、殿様も捕らえてはんにゃ大将軍自らが成り代わり、忍者猫の化け術も通用しない程の強力な妖術によって殿様の臣下達も配下に据えている。更には大江戸城の地下に偽金造りの工場まで設け、そこで製造した偽金を日本征服の為の軍資金として利用。四国のひょっとこ隊や大和のおたふく隊も傘下として従え、琉球城を空飛ぶ移動拠点に改造している。その出自は秘密特捜忍者や忍者猫達ですらも掴めず、ゴエモン達がはんにゃ一族に戦いを挑み始めるまでは、完全な日本の乗っ取りまであと少しの所まで進んでいた。
実は、キツネであるゴンタの強力な妖術によって洗脳する形で結成された集団であり、そのゴンタを利用して一族を率いていたはんにゃ大将軍の正体も、ただのオヤジであった。
ひょっとこ隊
四国を中心に活動するひょっとこのお面を被った集団で、はんにゃ大将軍の配下であるちょうちん魔人が首領となっている。四国の人々の台詞からも、元は祭りを賑わせる善良な集団であったようだが、はんにゃ一族によって洗脳されてしまう事になり、主に偽金造りを行う為の職人達の誘拐を行っていた。
おたふく隊
大和や淡路島を中心に活動するおたふくの仮面を被った集団で、はんにゃ大将軍の配下であるおたふく仮面が首領となっている。ひょっとこ隊同様、はんにゃ一族によって洗脳されているらしく、主に女の子の誘拐を行っていた。淡路島の遊園地「からくりアイランド」では、「毎日お金が貰えて楽しく暮らせる」と唆して増員を目的とした布教的活動も行っており、はんにゃ一族が造らせていた偽金が隊員達に配布されていた模様。なお、拠点のある大和では、おたふく隊の好き勝手な行動によって民衆の生活は一層苦しくなってしまっており、総本山となっている寺の大仏に至っては、勝手におたふく顔に改造している。
ひょっとこ隊と比べると奇行がかなり目立っており、逆立ちや丸まって回転する跳ね回るといった行動でゴエモン達に襲い掛かったりしている。

## 他機種版
| タイトル                                       | 発売日                                    | 対応機種               | 開発元 | 発売元 | メディア                            | 型式                    | 売上本数 | 備考 |
| ---------------------------------------------- | ----------------------------------------- | ---------------------- | ------ | ------ | ----------------------------------- | ----------------------- | -------- | ---- |
| 傑作選!がんばれゴエモン1・2 ゆき姫とマッギネス | 2005年4月21日                             | ゲームボーイアドバンス | コナミ | コナミ | ロムカセット                        | AGB-BG2J-JPN (RK370-J1) | -        |      |
| がんばれゴエモン〜ゆき姫救出絵巻〜             | 2007年3月13日 2007年3月30日 2007年4月30日 | Wii                    |        | KDE    | ダウンロード (バーチャルコンソール) | -                       | -        |      |
| がんばれゴエモン〜ゆき姫救出絵巻〜             | 2013年9月4日 2013年12月5日 2014年1月16日  | Wii U                  |        | KDE    | ダウンロード (バーチャルコンソール) | -                       | -        |      |
| がんばれゴエモン〜ゆき姫救出絵巻〜             | 2016年6月4日 2016年8月25日                | Newニンテンドー3DS     |        | KDE    | ダウンロード (バーチャルコンソール) | -                       | -        |      |
| ニンテンドークラシックミニ スーパーファミコン  | 2017年10月5日                             | -                      |        | 任天堂 | 内蔵ソフト                          | -                       | -        |      |

ゲームボーイアドバンス版
- 本作と『がんばれゴエモン2 奇天烈将軍マッギネス』の2in1リメイクとして、『傑作選!がんばれゴエモン1・2 ゆき姫とマッギネス』が2005年4月21日に発売された。

- オリジナル版からの変更点
  - 1人プレイ専用であるため、2人同時プレイやおんぶアクションは不可能。
  - セレクトボタンを押せば、いつでもキャラクターの切り替えが可能。
  - 使用できる術の回数が11回以降でもカウントされるようになった。
  - 「たびにっき」がパスワード入力からファイルセーブに変更された。
  - タイトル画面に「遊技場」が置かれており、両作品のミニゲームが手軽に楽しめる。など

## スタッフ
- プログラム：梅崎重治、松岡伸浩、奥田康雄、下野俊典、吉田晃之
- キャラクター：村木摂、藤本武史、小川公一、薬師寺健雄
- 音職人：上原和彦、上高治己
- 親分：梅崎重治

## 評価
- ゲーム誌『ファミコン通信』の「クロスレビュー」では合計27点（満40点）[5]、『ファミリーコンピュータMagazine』の読者投票による「ゲーム通信簿」での評価は以下の通り24.78点（満30点）となっている[1]。この得点はスーパーファミコン全ソフトの中で10位（323本中、1993年時点）となっている[1]。その他、『SUPER FAMICOM Magazine』1993年8月情報号特別付録の「スーパーファミコンオールカタログ'93」巻末に収録されている「部門別ベスト30」では、総合10位、キャラクタ5位、音楽・効果音13位、操作性9位、熱中度27位、お買い得度19位、オリジナリティ27位を獲得している[6]。

| 項目 | キャラクタ | 音楽 | 操作性 | 熱中度 | お買得度 | オリジナリティ | 総合  |
| 得点 | 4.62       | 4.18 | 4.10   | 4.14   | 3.81     | 3.92           | 24.78 |

- デジタルコンテンツ協会が主催している「1991 AVAマルチメディアグランプリ」にて、ビデオゲーム部門で最優秀賞を受賞した[7]。

## コミカライズ
帯ひろ志作で『コミックボンボン』連載、単行本全3巻。単行本巻頭にはカラーで攻略マップが掲載されている。詳細はがんばれゴエモンも参照。
帯は本作から『がんばれゴエモン〜ネオ桃山幕府のおどり〜』までの間、ゴエモンシリーズの漫画を担当した。
長らく絶版だったが、2013年11月21日に「復活ボンボンシリーズ」の1つとして新装版が発売された。3巻分を1冊にまとめ、描き下ろしのページも掲載された。
ストーリーは原作ゲームに準じているが、『がんばれゴエモン2』『きえた黄金キセル』と言った過去作の設定は反映されておらず、ゴエモンはエビス丸やヤエとは初対面という扱いとなっている。原作と違って終盤までおみつがゴエモン達の旅に同行し、最後はゆき姫と共にはんにゃ大将軍に捕まる役割となっている。一方、最終ステージでは『きえた黄金キセル』や後発作同様にヤエが仲間として加わり、ゴエモンとエビス丸と共に戦うオリジナル展開が描かれた。また、帯の当時の担当編集者だった上薗幸一と久慈正人をそれぞれモデルとした「上薗屋」「風の久慈丸」と言ったオリジナルキャラが登場し、特に後者は本来のサスケに代わってステージ5のボスを務めており、サスケの登場は次回作へ持ち越しとなった。

## サウンドトラック
がんばれゴエモン ～ゆき姫救出絵巻～ （KICA-1041）
ゲーム発売当時にリリースされたサウンドトラック。CMソング「ゴエモン音頭」とシングル版カップリング曲「ゴエモン町を行く」が収録されている。
がんばれゴエモン さうんど玉手箱 ～オリジナル・サウンドトラック BOX～ （EMCA-0027）2017年5月26日発売
過去に発売されたFC版・SFC版のCDと初音源化となる12タイトル、計15作品のサントラボックス。全曲、実機収録による新規レコーディング。本作の音源はDISC6に収録されている。
旧版では1ループだった曲が全曲2ループ収録されている代わりに、CMソングは未収録となっている。